# Cléber Américo da Conceição
Cleber Americo Da Conceiçao (Belo Horizonte, Brasil, 26 de julio de 1969) es un exfutbolista brasilero que se desempeñaba como Defensor.

## Clubes
| Club               | País   | Año       |
| ------------------ | ------ | --------- |
| Atlético Mineiro   | Brasil | 1989-1991 |
| Deportivo Logroñés | España | 1991-1993 |
| Palmeiras          | Brasil | 1993-1999 |
| Cruzeiro           | Brasil | 2000-2001 |
| Santos             | Brasil | 2001-2002 |
| Yverdon            | Suiza  | 2002-2003 |
| Figueirense        | Brasil | 2003-2005 |
| São Caetano        | Brasil | 2006-2007 |